# Pisidium walkeri
Pisidium walkeri är en musselart som beskrevs av Sterki 1895. Pisidium walkeri ingår i släktet Pisidium och familjen ärtmusslor. IUCN kategoriserar arten globalt som livskraftig. Inga underarter finns listade i Catalogue of Life.